# Могол
Джуліо Рап'етті (італ. Giulio Rapetti Mogol, нар. 17 серпня 1936, Мілан, Італія) — італійський поет-пісняр, продюсер і письменник. Відомий у широкої публіки під псевдонімом «Могол». Майже завжди згадується у зв'язку з кантауторе Лучіо Баттісті, творча спілка з яким була довгою та успішною, хоча його внесок в італійську легку музику надзвичайно великий і виходить далеко за межі цього союзу. Починаючи з 1960-х і до сьогодні, тексти Могола поповнюють репертуари багатьох італійських виконавців, серед яких Катерина Казеллі, «Dik Dik», «Equipe 84», Фаусто Леалі, Джанні Моранді, «The Rokes», Боббі Соло, Літтл Тоні, Манго, Ріккардо Коччанте, «New Trolls» і Адріано Челентано. 30 листопада 2006 року, постановою міністра внутрішніх справ Італії, Джуліо Рапетті було надано право до власного прізвища додавати «Могол». У своїй автобіографії Могол вказував, що не любить, коли його називають «ліриком», він воліє визначати себе як «поета-пісняра».

## Біографія

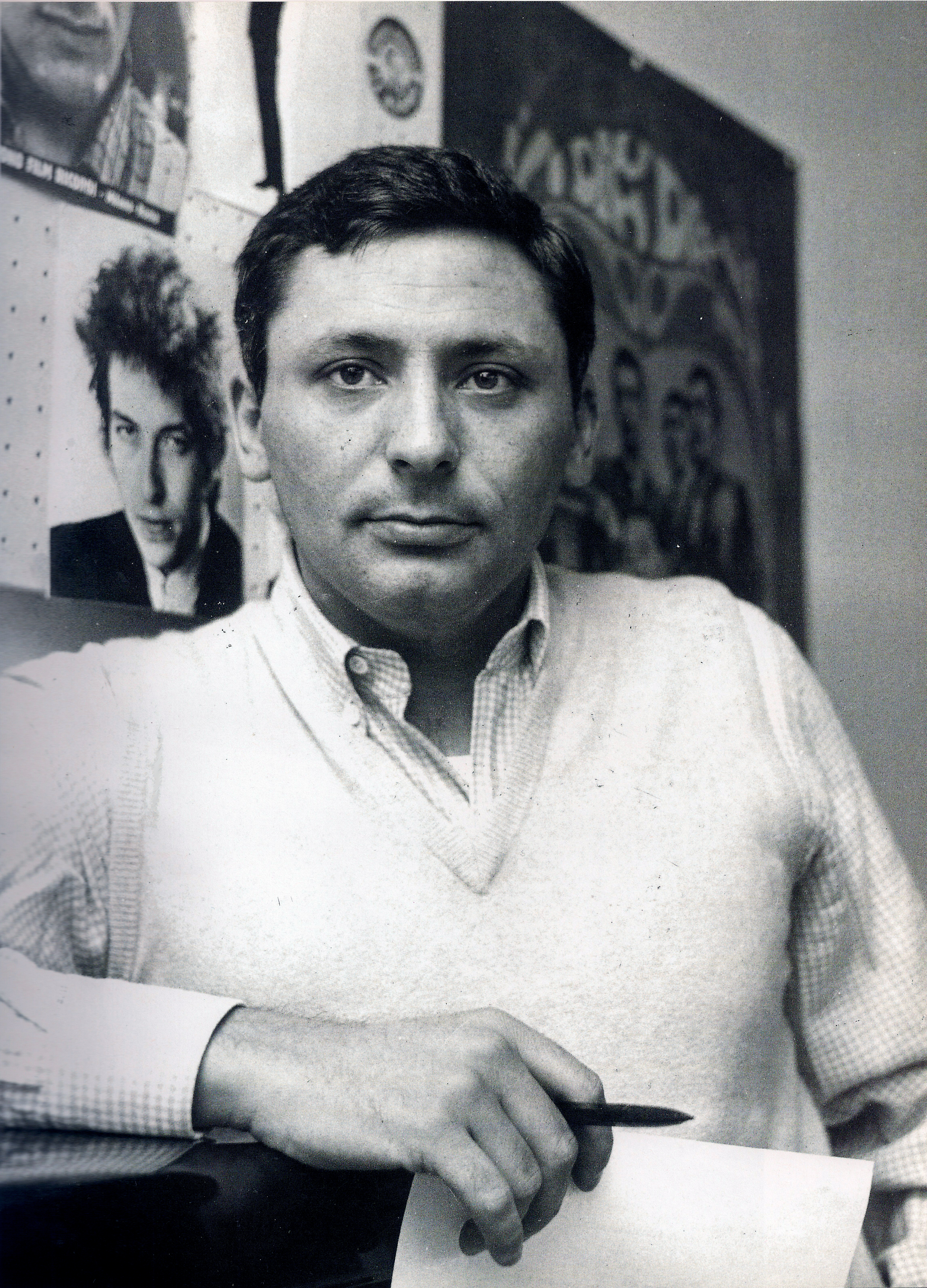
Джуліо Рапетті (Могол) у 1968 році

### Початок
Джуліо Рапетті народився в Мілані в сім'ї Маріано Рапетті, впливового керівника фірми грамзапису «Ricordi», створеної материнською фірмою «Ricordi Radio Record» або «RRR» задля випуску записів легкої музики, на базі якої у 1958 році також була створена ще одна фірма «Dischi Ricordi». У 1950-х роках Маріано Рапетті вважався успішним текстярем, він творив під псевдонімом «Калібі» («Calibi»).
Під час Другої світової війни сім'я разом з маленьким Джуліо переховувалася в невеликому містечку Каруго в провінції Комо (Могол є почесним громадянином цього міста з 2016 року). Повернувшись до Мілана у 1945 році, молодий Джуліо закінчив навчання і став працювати в «Ricordi Radio Record» як особа, відповідальна за рекламу видань. З 1990 року Джуліо переїхав до міста Авільяно-Умбро, а у 2018 році став його почесним громадянином.

#### Сценічне ім'я
У 1955 році, слідуючи стопами батька, Джуліо почав діяльність текстяра. Хоча його батько був проти цього. 1959 року італійська спілка авторів та видавців «SIAE» вибрала для нього сценічний псевдонім «Могол» зі списку, що налічував 120 імен, раніше вигаданих навмання і запропонованих цій установі самим Джуліо. Його першим офіційним текстом, написаним разом з Карло Донідою, стала пісня «Briciole di baci» (1960), яку виконувала співачка Міна, але справжній успіх прийшов у 1961 році, коли його пісня «Al di là» виграла фестиваль в Санремо, яку він також написав разом з Карло Донідою, у виконанні Лучано Таджолі і Бетті Куртіс.

### 1960-ті роки і спілка з Лучіо Баттісті
У 1960 році Могол підписав від свого імені для «SIAE» перше видання пісні «Il cielo in una stanza», повністю написаної Джино Паолі, на той час ще не зареєстрованого у цій спілці, її спочатку виконала тільки Міна.
У 1961 році Могол брав участь в написанні тексту пісні «Piccolo indiano» на музику Тоні Реніса яка призначалася для конкурсу «Zecchino d'Oro». Того ж року, 21 січня, Джуліо одружився з модельєркою Серенеллою (якій пізніше присвятив пісню «29 settembre», названу на честь її дня народження).
У 1964 році Могол повернувся на фестиваль в Санремо з піснею «Una lacrima sul viso», з якою співак Боббі Соло домігся великого успіху. Окрім написання текстів пісень італійською для численних співаків, Могол також займався перекладами найуспішніших англомовних виконавців, серед яких передусім саундтреки до фільмів та пісні Боба Ділана та Девіда Бові.
У 1965 році відбувається ключова зустріч Могола з тоді ще маловідомим Лучіо Баттісті, який тоді був гітаристом ансамблю «I Campioni» та композитором. Могол сприяє своїми текстами першим гучним успіхам Баттісті, створивши для нього пісні «Dolce di giorno», «Luisa Rossi» і «Balla Linda». Пісня «29 settembre» була написана Моголом разом з Баттісті, у 1968 році вона була віддана гурту «Equipe 84» (Баттісті виконав цю пісню через два роки по тому). Пісня потрапила до альбому гурту «Stereoequipe» (вийшов на LP), який також містив пісню «Nel cuore, nell Anima», також написана Моголом та Баттісті; і композицію «Un Angelo Blu», яку Могол переклав з пісні Пета Делло «I Can't Let Maggie Go». Манера перекладати
англо-американські пісні італійською також спонукала Могола й до продюсування таких пісень, наприклад: «Sognando la California»/«Dolce di giorno», італійської версії «California Dreamin'» американців «The Mamas & the Papas», та «Guardo te e vedo mio figlio»/«Senza luce», італійська версія «A Whiter Shade of Pale» британців «Procol Harum»; обидві принесли міланському гурту «Dik Dik» неймовірний успіх у продажах.

### 1970-ті роки
У 1966 році Могол переконав Баттісті співати самому свої пісні. Інтуїція міланського «парольєре», що змусила його заради цієї мети долати спротив з боку лейблу «Ricordi», не підвела, після того як Баттісті, після невпевних перших спроб, дебютував перед широкою публікою на фестивалі в Санремо 1969 року, де отримав успіх як співак з «Un'avventura», за якою вийшов альбом «Lucio Battisti». Того ж року Могол покинув фірму грамзапису «Ricordi», щоб заснувати разом з Баттісті іншу — «Numero Uno», та видавництво «Acqua Azzurra». «Numero Uno» зібрала під своєю егідою багато знаменитих італійських «кантауторе», у тому числі власний музичний гурт Баттісті, «Formula 3» (розпущений у 1974 році, а потім відновлений у 1990 році). У червні 1970 року для Могола-Баттісті стався поворотний історичний момент, коли вони вирушили в подорож верхи слідуючи природою італійських пейзажів, починаючи з Мілана, проходячи через муніципалітети Сарцана—Ла-Спеція і закінчуючи Римом. У жовтні того ж року вийшла пісня «Emozioni», за якою у 1970-х роках пішли такі пісні, як «Il mio canto libero», «Una donna per amico», «Ancora tu», «Sì, viaggiare» й багато інших, що вважалися віхами італійської поп-музики.

### 1980-ті і 1990-ті роки
У 1980 році через розбіжності щодо доходів від успішних пісень творчий союз з Баттісті розпався. Тексти для Баттісті стала писати його дружині Грації Летиції Веронезе, також відомої як Велеція. Того ж року Могол почав співпрацю з Ріккардо Коччанте, для якого він написав, серед іншого, тексти до пісень, що потрапили до його успішних альбомів, наприклад: «Cervo a primavera», «Celeste nostalgia» і «Se stiamo insieme» (пісні-переможця фестивалю в Санремо 1991 року).
У 1985 році Могол співпрацював з виконавцем-початківцем на той час Дзуккеро Форначарі, для якого він написав тексти кількох пісень, що увійшли до альбому «Zucchero & The Randy Jackson Band».
Також у 1980-х роках Могол плідно співпрацював зі співаком Манго, з яким він написав такі успішні пісні, як «Oro», «Nella mia città», «Mediterraneo» і «Come Monna Lisa». Після невдалого дебюту Манго збирався покинути світ музики, але Могол зацікавився одним з його прослуховувань, проігнорованих компаніями звукозапису, що зіграло важливу роль у відновленні його кар'єри.
Могол також був творчим партнером Джанні Белли, з яким він написав, серед іншого, такі пісні, як: «Nell'aria», «Il patto», «L'ultima poesia» і «Senza un briciolo di testa» (посіла третє місце в Санремо 1986 року), що виконувала Марчелла Белла. Також у 1997 році Могол співпрацював з Умберто Тоцці під час запису альбому «Aria e cielo».
Наприкінці 1990-х років Могол, починаючи з альбому «Io non so parlar d'amore» (1999), стає автором більшості текстів пісень Адріано Челентано на музику Джанні Белли. Серед пісень Могола-Белли, що потрапили до цього альбому, була «L'arcobaleno», пісня, присвячена померлому у вересні 1998 року Лучіо Баттісті, який був хорошим другом Челентано. Могол став одним з небагатьох учасників похорону Баттісті в Мольтено (провінція Лекко), що відбувся в приватному порядку. Окрім альбому «Io non so parlar d'amore», дует Могол-Белла написали більшість пісень ще для чотирьох наступних альбомів Челентано, що вийшли у 2000—2007 роках. Всі альбоми Челентано за участю дуета Могол-Белла мали великий успіх. Саме цій творчій спілці також належить вельми популярна в Україні пісня «Confessa» з альбому Челентано «Per sempre» 2002 року.

### Громадська діяльність

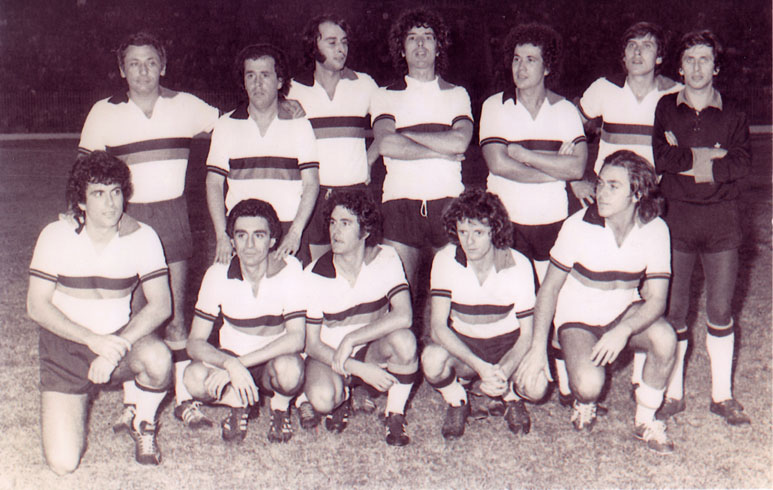
Національна футбольна збірна італійських співаків у 1975 році

Могол також знаний як той, хто дав життя Національній футбольній збірній італійських співаків (заснована 10 жовтня 1975 року разом з Джанні Моранді, Паоло Менголі та Клаудіо Бальйоні), яка змагається у зустрічах з благодійною метою по всій Італії, з якою він зіграв 279 матчів і забив 33 голи (дані приведені до «Матчу серця» 12 травня 2008 року, що проходив на Олімпійському стадіоні в Римі).
У 1992 році Могол заснував в Тосколано (муніципалітет Авільяно-Умбро, провінція Терні) Європейський центр Тосколано (Centro Europeo di Toscolano (CET)), некомерційну асоціацію, яка служить школою для текстярів, музикантів і співаків. CET вважається доволі важливою асоціацією. Вкоренився звичай, за яким допущені на фестиваль в Санремо молоді співаки удаються до попереднього виступу у «Театрі Арістон» («Teatro Ariston»), який також є своєрідним артистичним «притулком» структури CET. Могол на знак своєї любові до музики та прихильності до молодих артистів, дотепер витрачає на утримання CET велику частину своїх доходів, набутих протягом кар'єри. З 2007 року CET також проводить літні курси тривалістю три дні для артистів, які пройшли перший етап відбору на «Tour Music Fest», національному конкурсі вокалістів, який переважно орієнтований на співаків. Під час курсу, для вдосконалення виконання, заради переходу до наступного етапу конкурсу, також проводяться уроки вокальної техніки, інтерпретації та виступу на сцені.

### 2000-ні і 2010-ті роки
У 2005 році Могол почав писати пісню під назвою «Musica e speranza» з Джіджі Д'Алессіо для участі у фестивалі в Санремо співака Джіджі Фініціо. Пізніше, знову з Д'Алессіо, він написав пісню «Essere una donna», представлену в Санремо співачкою Анною Татанджело. 2006 року Могол брав участь у створенні альбому Д'Алессіо, в якому він був автором текстів чотирьох пісень («Un cuore malato», «Apri le braccia», «Una volta nella vita», «Nome cognome indirizzo e cellulare»). 2007 року Могол і Д'Алессіо продовжили свою співпрацю, написавши пісню «Bambini». 2009 року вийшов «MogolAudio2», альбом, що містить десять пісень з текстами, написаними Моголом, а також музику і аранжування музичного гурту «Audio2», чий вокаліст Джованні Донцеллі має голос, дуже схожий на голос Лючіо Баттісті, диск отримав «золоту» сертифікацію. 2011 року Могол регулярно з'являвся як журі телешоу талантів «Io canto» на Canale 5. Того ж року він вирішив співпрацювати з музичним дуетом «BTwins», написавши «Brilli», мелодійну баладу, що потрапила до їхнього першого альбому, на музику Луки Сали і аранжування Франческо Мусакко. Потім Могол взяв участь у створенні саундтреку «Rio» до однойменного мультфільму, поширеного в Італії компанією «20th Century Fox». 2012 року він написав текст офіційного гімну «La nostra canzone» для Італійської професійної футбольної ліги «Lega Pro», на музику Оскара Пруденте, яку також виконували «BTwins».
5 липня 2013 року Палермський університет присвоїв Моголу почесний ступінь в області теорії комунікації.

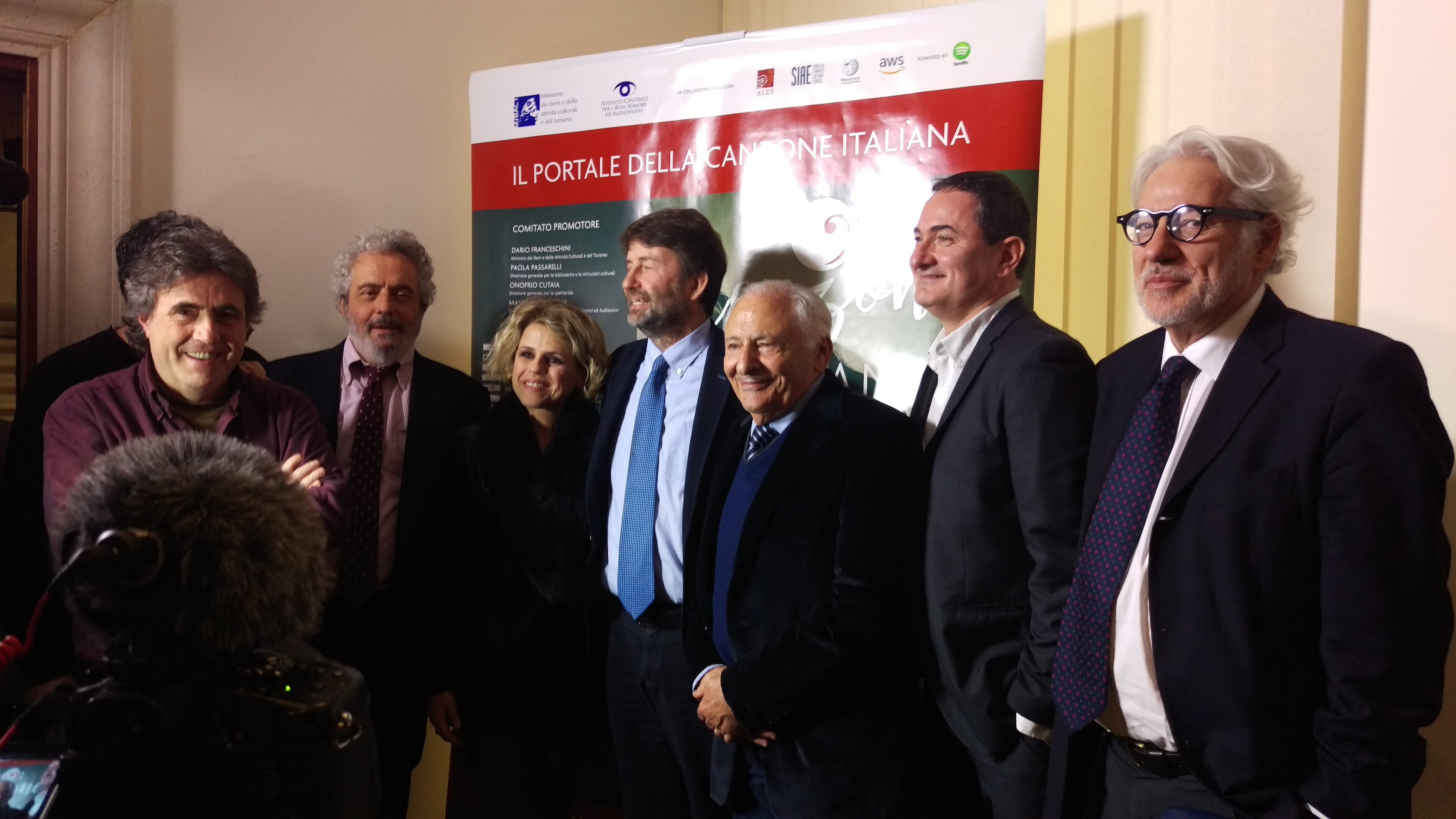
Могол на заході присвяченому «італійській пісні» (2018)

5 липня 2014 року Могол був нагороджений за музику Гран-прі «Корали-Сіті» в Альгеро. Разом з Джоні Барберою і Массімо Саттою, Могол брав участь у створенні компакт-диска «Le canzoni di Mogol Battisti in versione rock New Era» (вийшов 18 листопада 2014 року), в якому були представлені в новій рок-версії найбільші хіти, створені його творчим партнерством з Баттісті.
У 2015 році він написав пісню «Sbandando» для Ероса Рамаццотті, що увійшла до альбому «Perfetto».
13 березня 2016 року, на знак пошани, Моголу була присвячена концертна-телетрансляція під назвою «Una sera bella per te, Mogol!», що вийшла у прайм-тайм на каналі Rete 4, під час якої деякі з найпопулярніших співаків Італії виконали його найвідоміші пісні. 24 вересня і 1 жовтня того ж року, протягом двох вечорів, на каналі Rai 1 відбулася ще одна телетрансляція, на знак пошани для нього, «Viva Mogol!».
У вересні 2018 року Могол був одноголосно обраний головою правління «SIAE». Також він був нагороджений орденом Мінерви в Університеті Габріеле д'Аннунціо.
Могол з'являється в документальному фільмі «Vinilici. Perché il vinile ama la musica» режисера Фульвіо Яннуччі 2018 року, де він підкреслив важливість дотримання авторських прав в музичному секторі.
27 жовтня 2019 року Італійська асоціація професіоналів із захисту авторських прав (Pro.Di.Da) і Національний центр досліджень Леопардіані вручили йому нагороду Джакомо Леопарді в місті Реканаті. В рамках того ж заходу сама Асоціація Pro.Di.Da, створена уповноваженими агентами «SIAE», надала Моголу почесне членство у ній.

## Особисте життя
Могол має чотирьох дітей: від першої дружини (Даніелла Джіммеллі) Маріо, Альфредо (також текстяр, відомий під псевдонімом Кеопе (Cheope)) та Кароліна, в той час як четвертий, Франческо, народився від відносин з художницею та поетесою Габріеллою Марацці. Кеопе, серед іншого, писав тексти для Лаури Паузіні і Рафа, а також футбольного клубу «Тернана».

## Премія Могола
У 2008 році регіон Валле-д'Аоста заснував премію названу іменем Могола, яка вручається автору найкращого музичного тексту року, написаного італійською мовою. У журі головує сам Могол.

## Почесті
19 січня 2016 року, за ініціативою Президента Італії Серджо Матарелли, у Римі Могол був нагороджений орденом «За заслуги перед Італійською Республікою».

## Пісні, написані Моголом
| Назва                                         | Дата публікації  | Автор тексту                             | Автор музики                           | Виконавець                        |
| --------------------------------------------- | ---------------- | ---------------------------------------- | -------------------------------------- | --------------------------------- |
| Stringimi e baciami                           | 1959             | Могол і Калібі                           | Ірвінг Рот                             | I 4 Loris і Фред Бонджусто        |
| Briciole di baci                              | 1960             | Могол                                    | Карло Доніда                           | Міна                              |
| Al di là                                      | 1961             | Могол                                    | Карло Доніда                           | Лучано Тайолі, Бетті Куртіс       |
| Sotto il sole                                 | 1963             | Могол і Карло Россі                      | Енріко Політо                          | Енріко Політо                     |
| Che sete                                      | 1963             | Могол і Карло Россі                      | Енріко Політо                          | Енріко Політо                     |
| Una lacrima sul viso                          | 1964             | Могол                                    | Лунеро, Роберто Сатті                  | Боббі Соло                        |
| Attaccata al soffitto                         | 1964             | Могол                                    | Гаспаррі, Ліврагі                      | Джино Сантерколе                  |
| Venti chilometri al giorno                    | 1964             | Могол                                    | Піно Массара                           | Нікола Арільяно                   |
| Non dire le bugie                             | 1964             | Могол                                    | Арманд Седжан                          | Розі                              |
| I magnifici undici                            | 1964             | Могол, Нарчізо Паріджі                   | Карло Доніда                           | Нарчізо Паріджі, Лоренцо Андреджі |
| Abbraciami forte                              | 1965             | Могол                                    | Карло Доніда                           | Орнелла Ваноні                    |
| Tu che sei lassù                              | 1965             | Могол і Альберто Теста                   | Тоні Реніс                             | Лоредана Буфальєрі                |
| Se piangi, se ridi                            | 1965             | Могол                                    | Джанні Маркетті, Роберто Сатті         | Боббі Соло                        |
| Sognando la California                        | 1966.04          | Могол                                    | Джон Філліпс                           | Dik Dik                           |
| Dolce di giorno                               | 1966.07          | Могол                                    | Лучіо Баттісті, Ренато Анджоліні       | Dik Dik                           |
| Per una lira                                  | 1966.07          | Могол                                    | Лучіо Баттісті, Ренато Анджоліні       | I Ribelli                         |
| È la pioggia che va                           | 1966.10          | Могол                                    | Боб Лінд                               | The Rokes                         |
| Che importa a me                              | 1966             | Могол                                    | Лучіо Баттісті                         | Мілена Канту                      |
| Riderà                                        | 1966             | Могол                                    | Ральф Бернет, Деніел Джерард           | Літтл Тоні                        |
| Non è Francesca                               | 1967             | Могол                                    | Лучіо Баттісті                         | I Balordi                         |
| Non prego per me                              | 1967             | Могол                                    | Лучіо Баттісті, Ренато Анджоліні       | Міно Рейтано                      |
| 29 settembre                                  | 1967             | Могол                                    | Лучіо Баттісті, Ренато Анджоліні       | Equipe 84                         |
| Luisa Rossi                                   | 1967.07          | Могол                                    | Лучіо Баттісті, Ренато Анджоліні       | Лучіо Баттісті                    |
| Era                                           | 1967.07          | Могол                                    | Лучіо Баттісті, Ренато Анджоліні       | Лучіо Баттісті                    |
| Se stasera sono qui                           | 1967             | Могол                                    | Луїджі Тенко                           | Вілма Гойк                        |
| Uno in più                                    | 1967.03          | Могол                                    | Лучіо Баттісті, Ренато Анджоліні       | Рікі Майоккі                      |
| L'immensità                                   | 1967             | Могол і Дон Бакі                         | Детто Маріано і Дон Бакі               | Дон Бакі і Джонні Дореллі         |
| Nel sole, nel vento, nel sorriso e nel pianto | 1968             | Могол                                    | Лучіо Баттісті                         | I Ribelli                         |
| Nel cuore, nell'anima                         | 1968             | Могол                                    | Лучіо Баттісті                         | Equipe 84                         |
| Il vento                                      | 1968             | Могол                                    | Лучіо Баттісті                         | Dik Dik                           |
| Il paradiso della vita                        | 1969.03          | Могол                                    | Лучіо Баттісті                         | La Ragazza 77                     |
| Balla Linda                                   | 1968.04          | Могол                                    | Лучіо Баттісті                         | Лучіо Баттісті                    |
| La mia canzone per Maria                      | 1968.10          | Могол                                    | Лучіо Баттісті                         | Лучіо Баттісті                    |
| Io vivrò (senza te)                           | 1968.10          | Могол                                    | Лучіо Баттісті                         | Лучіо Баттісті                    |
| Il tempo dei limoni                           | 1968             | Могол                                    | Луїджі Тенко                           | Луїджі Тенко                      |
| Pensaci un po'                                | 1968 (1960—1963) | Могол                                    | Луїджі Тенко                           | Луїджі Тенко                      |
| L'ultimo amore                                | 1968             | Могол                                    | Мак Гайден, Баз Кейсон                 | Ricchi e Poveri                   |
| La compagnia                                  | 1969             | Могол                                    | Карло Доніда                           | Маріса Саннія                     |
| Non credere                                   | 1969             | Могол, Аскрі                             | Роберто Соффічі                        | Міна                              |
| Un'avventura                                  | 1969.01          | Могол                                    | Лучіо Баттісті                         | Лучіо Баттісті                    |
| Acqua azzurra, acqua chiara                   | 1969.03          | Могол                                    | Лучіо Баттісті                         | Лучіо Баттісті                    |
| Dieci ragazze                                 | 1969.03          | Могол                                    | Лучіо Баттісті                         | Лучіо Баттісті                    |
| Mi ritorni in mente                           | 1969.10          | Могол                                    | Лучіо Баттісті                         | Лучіо Баттісті                    |
| 7 e 40                                        | 1969.10          | Могол                                    | Лучіо Баттісті                         | Лучіо Баттісті                    |
| Questo folle sentimento                       | 1969             | Могол                                    | Лучіо Баттісті                         | Formula 3                         |
| Ragazzo solo, ragazza sola                    | 1970             | Могол                                    | Девід Бові, Пол Бакмастер              | Девід Бові                        |
| La prima cosa bella                           | 1970             | Могол                                    | Нікола Ді Барі                         | Нікола Ді Барі, Ricchi e Poveri   |
| Per te                                        | 1970.05          | Могол                                    | Лучіо Баттісті                         | Патті Право                       |
| Fiori rosa fiori di pesco                     | 1970.06          | Могол                                    | Лучіо Баттісті                         | Лучіо Баттісті                    |
| Il tempo di morire                            | 1970.06          | Могол                                    | Лучіо Баттісті                         | Лучіо Баттісті                    |
| Insieme                                       | 1970.06          | Могол                                    | Лучіо Баттісті                         | Міна                              |
| Emozioni                                      | 1970.10          | Могол                                    | Лучіо Баттісті                         | Лучіо Баттісті                    |
| Anna                                          | 1970.10          | Могол                                    | Лучіо Баттісті                         | Лучіо Баттісті                    |
| La mente torna                                | 1971             | Могол                                    | Лучіо Баттісті                         | Міна                              |
| La spada nel cuore                            | 1970             | Могол                                    | Лучіо Баттісті, Карло Доніда           | Патті Право, Літтл Тоні           |
| La Mente Torna                                | 1971             | Могол                                    | Лучіо Баттісті                         | Міна                              |
| Non dimenticarti di me                        | 1971             | Могол                                    | Маріо Лавецці                          | Nomadi                            |
| Pensieri e parole                             | 1971.04          | Могол                                    | Лучіо Баттісті                         | Лучіо Баттісті                    |
| Insieme a te sto bene                         | 1971.04          | Могол                                    | Лучіо Баттісті                         | Лучіо Баттісті                    |
| Dio mio no                                    | 1971.07          | Могол                                    | Лучіо Баттісті                         | Лучіо Баттісті                    |
| Una                                           | 1971.07          | Могол                                    | Лучіо Баттісті                         | Лучіо Баттісті                    |
| Supermarket                                   | 1971.07          | Могол                                    | Лучіо Баттісті                         | Лучіо Баттісті                    |
| Le tre verità                                 | 1971.10          | Могол                                    | Лучіо Баттісті                         | Лучіо Баттісті                    |
| La canzone del sole                           | 1971.11          | Могол                                    | Лучіо Баттісті                         | Лучіо Баттісті                    |
| Anche per te                                  | 1971.11          | Могол                                    | Лучіо Баттісті                         | Лучіо Баттісті                    |
| Amore caro amore bello                        | 1971             | Могол                                    | Лучіо Баттісті                         | Бруно Лауці                       |
| Amor mio                                      | 1971             | Могол                                    | Лучіо Баттісті                         | Mina                              |
| Impressioni di settembre                      | 1971             | Могол і Мауро Пагані                     | Франко Муссіда                         | Premiata Forneria Marconi         |
| Elena no                                      | 1972.03          | Могол                                    | Лучіо Баттісті                         | Лучіо Баттісті                    |
| I giardini di marzo                           | 1972.04          | Могол                                    | Лучіо Баттісті                         | Лучіо Баттісті                    |
| Innocenti evasioni                            | 1972.04          | Могол                                    | Лучіо Баттісті                         | Лучіо Баттісті                    |
| E penso a te                                  | 1972.04          | Могол                                    | Лучіо Баттісті                         | Лучіо Баттісті                    |
| Comunque bella                                | 1972.04          | Могол                                    | Лучіо Баттісті                         | Лучіо Баттісті                    |
| Un uomo tra la folla                          | 1972             | Могол і Альберто Теста                   | Тоні Реніс                             | Тоні Реніс і Пласідо Домінго      |
| Il leone e la gallina                         | 1972.04          | Могол                                    | Лучіо Баттісті                         | Лучіо Баттісті                    |
| Sognando e risognando                         | 1972.04          | Могол                                    | Лучіо Баттісті                         | Лучіо Баттісті                    |
| La luce dell'est                              | 1972.11          | Могол                                    | Лучіо Баттісті                         | Лучіо Баттісті                    |
| Luci-ah                                       | 1972.11          | Могол                                    | Лучіо Баттісті                         | Лучіо Баттісті                    |
| L'aquila                                      | 1972.11          | Могол                                    | Лучіо Баттісті                         | Лучіо Баттісті                    |
| Vento nel vento                               | 1972.11          | Могол                                    | Лучіо Баттісті                         | Лучіо Баттісті                    |
| Confusione                                    | 1972.11          | Могол                                    | Лучіо Баттісті                         | Лучіо Баттісті                    |
| Io vorrei… non vorrei… ma se vuoi…            | 1972.11          | Могол                                    | Лучіо Баттісті                         | Лучіо Баттісті                    |
| Gente per bene e gente per male               | 1972.11          | Могол                                    | Лучіо Баттісті                         | Лучіо Баттісті                    |
| Il mio canto libero                           | 1972.11          | Могол                                    | Лучіо Баттісті                         | Лучіо Баттісті                    |
| La collina dei ciliegi                        | 1973.09          | Могол                                    | Лучіо Баттісті                         | Лучіо Баттісті                    |
| Ma è un canto brasileiro                      | 1973.09          | Могол                                    | Лучіо Баттісті                         | Лучіо Баттісті                    |
| La canzone della terra                        | 1973.09          | Могол                                    | Лучіо Баттісті                         | Лучіо Баттісті                    |
| Il nostro caro angelo                         | 1973.09          | Могол                                    | Лучіо Баттісті                         | Лучіо Баттісті                    |
| Le allettanti promesse                        | 1973.09          | Могол                                    | Лучіо Баттісті                         | Лучіо Баттісті                    |
| Io gli ho detto no                            | 1973.09          | Могол                                    | Лучіо Баттісті                         | Лучіо Баттісті                    |
| Prendi fra le mani la testa                   | 1973.09          | Могол                                    | Лучіо Баттісті                         | Лучіо Баттісті                    |
| Questo inferno rosa                           | 1973.09          | Могол                                    | Лучіо Баттісті                         | Лучіо Баттісті                    |
| Abbracciala abbracciali abbracciati           | 1974.12          | Могол                                    | Лучіо Баттісті                         | Лучіо Баттісті                    |
| Due mondi                                     | 1974.12          | Могол                                    | Лучіо Баттісті                         | Лучіо Баттісті                    |
| Anonimo                                       | 1974.12          | Могол                                    | Лучіо Баттісті                         | Лучіо Баттісті                    |
| Gli uomini celesti                            | 1974.12          | Могол                                    | Лучіо Баттісті                         | Лучіо Баттісті                    |
| Due mondi (ripresa)                           | 1974.12          | Могол                                    | Лучіо Баттісті                         | Лучіо Баттісті                    |
| Anima latina                                  | 1974.12          | Могол                                    | Лучіо Баттісті                         | Лучіо Баттісті                    |
| Il salame                                     | 1974.12          | Могол                                    | Лучіо Баттісті                         | Лучіо Баттісті                    |
| La nuova America                              | 1974.12          | Могол                                    | Лучіо Баттісті                         | Лучіо Баттісті                    |
| Macchina del tempo                            | 1974.12          | Могол                                    | Лучіо Баттісті                         | Лучіо Баттісті                    |
| Separazione naturale                          | 1974.12          | Могол                                    | Лучіо Баттісті                         | Лучіо Баттісті                    |
| Un uomo da bruciare                           | 1976             | Могол                                    | Ренато Дзеро                           | Ренато Дзеро                      |
| Ancora tu                                     | 1976.02          | Могол                                    | Лучіо Баттісті                         | Лучіо Баттісті                    |
| Un uomo che ti ama                            | 1976.02          | Могол                                    | Лучіо Баттісті                         | Бруно Лауці                       |
| Io ti venderei                                | 1976.02          | Могол                                    | Лучіо Баттісті                         | Патті Право                       |
| Dove arriva quel cespuglio                    | 1976.02          | Могол                                    | Лучіо Баттісті                         | Лучіо Баттісті                    |
| Respirando                                    | 1976.02          | Могол                                    | Лучіо Баттісті                         | Лучіо Баттісті                    |
| No dottore                                    | 1976.02          | Могол                                    | Лучіо Баттісті                         | Лучіо Баттісті                    |
| Il veliero                                    | 1976.02          | Могол                                    | Лучіо Баттісті                         | Лучіо Баттісті                    |
| Ancora tu (ripresa)                           | 1976.02          | Могол                                    | Лучіо Баттісті                         | Лучіо Баттісті                    |
| Amarsi un po'                                 | 1977.03          | Могол                                    | Лучіо Баттісті                         | Лучіо Баттісті                    |
| L'interprete di un film                       | 1977.03          | Могол                                    | Лучіо Баттісті                         | Лучіо Баттісті                    |
| Soli                                          | 1977.03          | Могол                                    | Лучіо Баттісті                         | Лучіо Баттісті                    |
| Ami ancora Elisa                              | 1977.03          | Могол                                    | Лучіо Баттісті                         | Лучіо Баттісті                    |
| Sì, viaggiare                                 | 1977.03          | Могол                                    | Лучіо Баттісті                         | Лучіо Баттісті                    |
| Questione di cellule                          | 1977.03          | Могол                                    | Лучіо Баттісті                         | Лучіо Баттісті                    |
| Ho un anno di più                             | 1977.03          | Могол                                    | Лучіо Баттісті                         | Лучіо Баттісті                    |
| Neanche un minuto di «non amore»              | 1977.03          | Могол                                    | Лучіо Баттісті                         | Лучіо Баттісті                    |
| To feel in love                               | 1977.09          | Могол, Пітер Павелл                      | Лучіо Баттісті                         | Лучіо Баттісті                    |
| A song to feel alive                          | 1977.09          | Могол, Пітер Павелл                      | Лучіо Баттісті                         | Лучіо Баттісті                    |
| The only thing I've lost                      | 1977.09          | Могол, Пітер Павелл                      | Лучіо Баттісті                         | Лучіо Баттісті                    |
| Keep on cruising                              | 1977.09          | Могол, Пітер Павелл                      | Лучіо Баттісті                         | Лучіо Баттісті                    |
| The sun song                                  | 1977.09          | Могол, Пітер Павелл                      | Лучіо Баттісті                         | Лучіо Баттісті                    |
| There's never been a moment                   | 1977.09          | Могол, Пітер Павелл                      | Лучіо Баттісті                         | Лучіо Баттісті                    |
| Only                                          | 1977.09          | Могол, Пітер Павелл                      | Лучіо Баттісті                         | Лучіо Баттісті                    |
| Prendila così                                 | 1978.10          | Могол                                    | Лучіо Баттісті                         | Лучіо Баттісті                    |
| Donna selvaggia donna                         | 1978.10          | Могол                                    | Лучіо Баттісті                         | Лучіо Баттісті                    |
| Aver paura d'innamorarsi troppo               | 1978.10          | Могол                                    | Лучіо Баттісті                         | Лучіо Баттісті                    |
| Perché no                                     | 1978.10          | Могол                                    | Лучіо Баттісті                         | Лучіо Баттісті                    |
| Nessun dolore                                 | 1978.10          | Могол                                    | Лучіо Баттісті                         | Лучіо Баттісті                    |
| Una donna per amico                           | 1978.10          | Могол                                    | Лучіо Баттісті                         | Лучіо Баттісті                    |
| Maledetto gatto                               | 1978.10          | Могол                                    | Лучіо Баттісті                         | Лучіо Баттісті                    |
| Al cinema                                     | 1978.10          | Могол                                    | Лучіо Баттісті                         | Лучіо Баттісті                    |
| Resta Vile Maschio Dove Vai                   | 1979             | Могол                                    | Ріно Гаетано                           | Ріно Гаетано                      |
| Il monolocale                                 | 1980.02          | Могол                                    | Лучіо Баттісті                         | Лучіо Баттісті                    |
| Arrivederci a questa sera                     | 1980.02          | Могол                                    | Лучіо Баттісті                         | Лучіо Баттісті                    |
| Gelosa cara                                   | 1980.02          | Могол                                    | Лучіо Баттісті                         | Лучіо Баттісті                    |
| Orgoglio e dignità                            | 1980.02          | Могол                                    | Лучіо Баттісті                         | Лучіо Баттісті                    |
| Una vita viva                                 | 1980.02          | Могол                                    | Лучіо Баттісті                         | Лучіо Баттісті                    |
| Amore mio di provincia                        | 1980.02          | Могол                                    | Лучіо Баттісті                         | Лучіо Баттісті                    |
| Questo amore                                  | 1980.02          | Могол                                    | Лучіо Баттісті                         | Лучіо Баттісті                    |
| Perché non sei una mela                       | 1980.02          | Могол                                    | Лучіо Баттісті                         | Лучіо Баттісті                    |
| Una giornata uggiosa                          | 1980.02          | Могол                                    | Лучіо Баттісті                         | Лучіо Баттісті                    |
| Con il nastro rosa                            | 1980.02          | Могол                                    | Лучіо Баттісті                         | Лучіо Баттісті                    |
| Marinaio                                      | 1981             | Могол                                    | Джанні Белла                           | Джанні Моранді                    |
| Celeste nostalgia                             | 1982             | Могол                                    | Ріккардо Коччанте                      | Рікардо Коччанте                  |
| Un nuovo amico                                | 1982             | Могол                                    | Ріккардо Коччанте                      | Ріккардо Коччанте                 |
| Nuova gente                                   | 1982             | Могол                                    | Джанні Белла                           | Міа Мартіні                       |
| Problemi                                      | 1982             | Могол                                    | Джанні Белла                           | Марчелла Белла                    |
| Uomo mio                                      | 1982             | Могол                                    | Джанні Белла                           | Марчелла Белла                    |
| Il patto                                      | 1982             | Могол                                    | Джанні Белла                           | Марчелла Белла                    |
| Nell'aria                                     | 1983             | Могол                                    | Джанні Белла                           | Марчелла Белла                    |
| La battaglia                                  | 1983             | Могол                                    | Джанні                                 | Марчелла Белла                    |
| La mia nemica amatissima                      | 1983             | Могол                                    | Джанні Белла і Джанні Моранді          | Джанні Моранді                    |
| Tu e non tu                                   | 1983             | Могол                                    | Джанні Белла і Розаріо Белла           | Джанні Моранді                    |
| Una catastrofe bionda                         | 1983             | Могол, Марко Феррадіні, Роберто Джуліані | Марко Феррадіні                        | Марко Феррадіні                   |
| Più m'innamoro di te                          | 1984 (1965)      | Могол                                    | Карло Доніда                           | Луїджі Тенко                      |
| Serenella                                     | 1984 (1965)      | Могол                                    | Карло Доніда                           | Луїджі Тенко                      |
| Nel mio cielo puro                            | 1984             | Могол                                    | Джанні Белла                           | Марчелла Белла                    |
| Alla pari                                     | 1984             | Могол                                    | Джанні Белла                           | Марчелла Белла                    |
| Australia                                     | 1985             | Могол                                    | Піно Манго                             | Манго                             |
| Pensiero solido                               | 1985             | Могол                                    | Піно Манго                             | Манго                             |
| Mr. noi                                       | 1985             | Могол                                    | Піно Манго                             | Манго                             |
| La massa indistinguibile                      | 1985             | Могол                                    | Піно Манго                             | Манго                             |
| Oro                                           | 1986             | Могол                                    | Піно Манго                             | Манго                             |
| Lungo bacio, lungo abbraccio                  | 1986             | Могол                                    | Піно Манго                             | Манго                             |
| Senza un briciolo di testa                    | 1986             | Могол                                    | Джанні Белла                           | Марчелла Белла                    |
| Il ponte                                      | 1987             | Могол                                    | Джанні Белла                           | Джанні Моранді                    |
| Vita                                          | 1988             | Могол                                    | Маріо Лавецці                          | Лучіо Далла і Джанні Моранді      |
| Come Monna Lisa                               | 1990             | Могол                                    | Піно Манго                             | Манго                             |
| Nella mia città                               | 1990             | Могол                                    | Піно Манго                             | Манго                             |
| I giochi del vento sul lago salato            | 1990             | Могол                                    | Піно Манго                             | Манго                             |
| Ma com'è rossa la ciliegia                    | 1990             | Могол                                    | Піно Манго                             | Манго                             |
| Sirtaki                                       | 1990             | Могол                                    | Піно Манго                             | Манго                             |
| Preludio incantevole                          | 1990             | Могол                                    | Піно Манго                             | Манго                             |
| Mediterraneo                                  | 1992             | Могол                                    | Піно Манго                             | Манго                             |
| Una vita da scordare                          | 1992             | Могол                                    | Піно Манго                             | Манго                             |
| Come l'acqua                                  | 1992             | Могол                                    | Піно Манго                             | Манго                             |
| Grandi sogni                                  | 1992             | Могол                                    | Піно Манго                             | Манго                             |
| Mondi sommersi                                | 1992             | Могол                                    | Піно Манго                             | Манго                             |
| Le onde s'infrangono                          | 1992             | Могол                                    | Піно Манго                             | Манго                             |
| Soli nella notte                              | 1994             | Могол                                    | Піно Манго                             | Манго                             |
| Profumo d'amore                               | 1994             | Могол                                    | Піно Манго                             | Манго                             |
| Bruciante rabbia                              | 1994             | Могол                                    | Піно Манго                             | Манго                             |
| Senza fretta di vivere                        | 1994             | Могол                                    | Піно Манго                             | Манго                             |
| Un'alba nuova                                 | 1994             | Могол                                    | Піно Манго                             | Манго                             |
| La mia vacanza                                | 1997             | Могол                                    | Піно Манго                             | Манго                             |
| Stai con me                                   | 1997             | Могол                                    | Піно Манго                             | Манго                             |
| Elastico pensiero                             | 1997             | Могол                                    | Піно Манго                             | Манго                             |
| Cuore                                         | 1997             | Могол                                    | Піно Манго                             | Манго                             |
| Il sole di sera                               | 1997             | Могол                                    | Піно Манго                             | Манго                             |
| Fari accesi                                   | 1997             | Могол                                    | Піно Манго                             | Манго                             |
| Affondato troppo innamorato                   | 1997             | Могол                                    | Умберто Тоцці                          | Умберто Тоцці                     |
| Alcool                                        | 1997             | Могол                                    | Умберто Тоцці                          | Умберто Тоцці                     |
| A Cavallo di un cavallo indiano               | 1997             | Могол                                    | Умберто Тоцці                          | Умберто Тоцці                     |
| Quasi quasi                                   | 1997             | Могол                                    | Умберто Тоцці                          | Умберто Тоцці                     |
| Gelosia                                       | 1999             | Могол                                    | Джанні Белла                           | Адріано Челентано                 |
| L'emozione non ha voce                        | 1999             | Могол                                    | Джанні Белла                           | Адріано Челентано                 |
| L'arcobaleno                                  | 1999             | Могол                                    | Джанні Белла                           | Адріано Челентано                 |
| Qual è la direzione                           | 1999             | Могол                                    | Джанні Белла                           | Адріано Челентано                 |
| L'uomo di cartone                             | 1999             | Могол                                    | Джанні Белла                           | Адріано Челентано                 |
| Le pesche d'inverno                           | 1999             | Могол                                    | Джанні Белла                           | Адріано Челентано                 |
| Il sospetto                                   | 1999             | Могол                                    | Фіо Дзанотті                           | Адріано Челентано                 |
| Mi domando                                    | 1999             | Могол                                    | Джанні Белла                           | Адріано Челентано                 |
| Una rosa pericolosa                           | 1999             | Могол                                    | Адріано Челентано                      | Адріано Челентано                 |
| Per Averti                                    | 2000             | Могол                                    | Джанні Белла                           | Адріано Челентано                 |
| Lago Rosso                                    | 2000             | Могол                                    | Джанні Белла                           | Адріано Челентано                 |
| Quello Che Non Ti Ho Detto Mai                | 2000             | Могол                                    | Джанні Белла                           | Адріано Челентано                 |
| Ti Prenderò                                   | 2000             | Могол                                    | Джанні Белла                           | Адріано Челентано                 |
| Se tu mi tenti                                | 2000             | Могол                                    | Джанні Белла                           | Адріано Челентано                 |
| Tir                                           | 2000             | Могол                                    | Джанні Белла і Розаріо Белла           | Адріано Челентано                 |
| Africa                                        | 2000             | Могол                                    | Джанні Белла і Розаріо Белла           | Адріано Челентано                 |
| Apri Il Cuore                                 | 2000             | Могол і Кеопе                            | Джанні Белла і Розаріо Белла           | Адріано Челентано                 |
| Confessa                                      | 2002             | Могол                                    | Джанні Белла                           | Адріано Челентано                 |
| Mi fa male                                    | 2002             | Могол                                    | Джанні Белла                           | Адріано Челентано                 |
| Più di un sogno                               | 2002             | Могол                                    | Джанні Белла                           | Адріано Челентано                 |
| Una luce intermittente                        | 2002             | Могол                                    | Джанні Белла                           | Адріано Челентано                 |
| Respiri di vita                               | 2002             | Могол                                    | Джанні Белла                           | Адріано Челентано                 |
| Dimenticare e ricominciare                    | 2002             | Могол                                    | Джанні Белла                           | Адріано Челентано                 |
| Pensieri nascosti                             | 2002             | Могол                                    | Джанні Белла                           | Адріано Челентано                 |
| Radio Chick                                   | 2002             | Могол                                    | Джанні Белла                           | Адріано Челентано                 |
| Quando l'aria mi sfiora                       | 2004             | Могол                                    | Джанні Белла                           | Массімо Модуньйо і Gipsy Kings    |
| Ancora vivo                                   | 2004             | Могол                                    | Джанні Белла                           | Адріано Челентано                 |
| Marì Marì                                     | 2004             | Могол                                    | Джанні Белла                           | Адріано Челентано                 |
| Verità da marciapiede                         | 2004             | Могол                                    | Джанні Белла і Розаріо Белла           | Адріано Челентано                 |
| L'ultima donna che amo                        | 2004             | Могол                                    | Джанні Белла                           | Адріано Челентано                 |
| Proibito                                      | 2004             | Могол                                    | Джанні Белла                           | Адріано Челентано                 |
| Essere una donna                              | 2006             | Могол                                    | Джіджі Д'Алессіо                       | Анна Татанджело                   |
| Dormi amore                                   | 2007             | Могол                                    | Джанні Белла                           | Адріано Челентано                 |
| Hai bucato la mia vita                        | 2007             | Могол                                    | Джанні Белла                           | Адріано Челентано                 |
| Vorrei sapere                                 | 2007             | Могол                                    | Джанні Белла і Розаріо Белла           | Адріано Челентано                 |
| Fascino                                       | 2007             | Могол                                    | Джанні Белла                           | Адріано Челентано                 |
| I tuoi artigli                                | 2007             | Могол                                    | Джанні Белла                           | Адріано Челентано                 |
| La voce di amico                              | 2009             | Могол                                    | Джованні Донцеллі і Вінченцо Леомпорро | Audio 2                           |
| Questa sera l'universo                        | 2009             | Могол                                    | Джованні Донцеллі і Вінченцо Леомпорро | Audio 2                           |
| Prova a immaginare                            | 2009             | Могол                                    | Джованні Донцеллі і Вінченцо Леомпорро | Audio 2                           |
| Libertà                                       | 2009             | Могол                                    | Джованні Донцеллі і Вінченцо Леомпорро | Audio 2                           |
| Il respiro del silenzio                       | 2010             | Могол                                    | Джино Мар'єллі                         | Tazenda                           |
| Rinascimento                                  | 2011             | Могол                                    | Джанні Белла                           | Джанні Моранді                    |
| Sbandando                                     | 2015             | Могол                                    | Ерос Рамаццотті і Клаудіо Джудетті     | Ерос Рамаццотті                   |
| Avanti così                                   | 2018             | Могол                                    | Маріо Лавецці                          | Ерос Рамаццотті                   |